# Coppa di Croazia (pallacanestro maschile)
La Coppa di Croazia di pallacanestro, nota anche come Coppa Krešimir Ćosić, è un trofeo nazionale croato organizzato annualmente dal 1992.

## Albo d'oro
- 1992  Spalato
- 1992-1993  Spalato
- 1993-1994  Spalato
- 1994-1995  Cibona Zagabria
- 1995-1996  Cibona Zagabria
- 1996-1997  Spalato
- 1997-1998  Zara
- 1998-1999  Cibona Zagabria
- 1999-2000  Zara
- 2000-2001  Cibona Zagabria
- 2001-2002  Cibona Zagabria
- 2002-2003  Zara
- 2003-2004  Spalato
- 2004-2005  Zara
- 2005-2006  Zara
- 2006-2007  Zara
- 2007-2008  KK Zagabria
- 2008-2009  Cibona Zagabria
- 2009-2010  KK Zagabria
- 2010-2011  KK Zagabria
- 2011-2012  Cedevita Junior
- 2012-2013  Cibona Zagabria
- 2013-2014  Cedevita Junior
- 2014-2015  Cedevita Junior
- 2015-2016  Cedevita Junior
- 2016-2017  Cedevita Junior
- 2017-2018  Cedevita Junior
- 2018-2019  Cedevita Junior
- 2019-2020  Zara
- 2020-2021  Zara
- 2021-2022  Cibona Zagabria
- 2022-2023  Cibona Zagabria
- 2023-2024  Zara
- 2024-2025  Spalato

## Vittorie per club
| Squadra         | Vittorie | Anni                                                                            |
| --------------- | -------- | ------------------------------------------------------------------------------- |
| Cibona Zagabria | 9        | 1994-95, 1995-96, 1998-99, 2000-01, 2001-02, 2008-09, 2012-13, 2021-22, 2022-23 |
| Zara            | 9        | 1997-98, 1999-00, 2002-03, 2004-05, 2005-06, 2006-07, 2019-20, 2020-21, 2023-24 |
| Cedevita Junior | 7        | 2011-12, 2013-14, 2014-15, 2015-16, 2016-17, 2017-18, 2018-19                   |
| Spalato         | 6        | 1992, 1992-93, 1993-94, 1996-97, 2003-04, 2024-25                               |
| KK Zagabria     | 3        | 2007-08, 2009-10, 2010-11                                                       |